# Iberobathynella californica
Iberobathynella californica är en kräftdjursart som beskrevs av Horst Kurt Schminke och Noodt 1988. Iberobathynella californica ingår i släktet Iberobathynella och familjen Parabathynellidae. Inga underarter finns listade i Catalogue of Life.